# Kaštel Štafilić
Kaštel Štafilić (olaszul: Castel Stafileo) Kaštela városrésze, egykor a hét településből álló Kaštela község egyik, települése Horvátországban Split-Dalmácia megyében.

## Fekvése
Splittől légvonalban 11, közúton 12 km-re nyugatra, Trogirtól 5 km-re északkeletre, Dalmácia középső részén, a Kaštelai-öbölben, Trogir és Split városa között fekszik. Kaštela legnyugatibb városrésze. Fő forgalmi ütőere a ma Franjo Tuđman egykori horvát elnök nevét viselő régi kaštelai főút, mely tulajdonképpen a Marmont marsall idejében épített spliti főút egy szakasza. Közvetlen közelében található a spliti nemzetközi repülőtér.

## Története
Területén már az őskorban megtelepedtek az első emberek. Határában a Kaštelai mező és Labin közötti átjáróban fekvő Mujina-barlangban már a negyvenezer évvel ezelőtt élt neandervölgyi ember nyomai is megtalálhatók. Nagyszámú újkőkori lelet található a szintén a városrészhez tartozó Resniken is. Az élettérért folytatott küzdelem során az embercsoportok várakat kezdtek emelni, melyekből Kaštela területén több is található. Az i. e. 9. és 5. század között a kaštelai területen élt emberi közösségek közül különösen jelentős volt a veli bijaći, mely már élénk kereskedelmet folytatott az Adria nyugati kikötőivel. Valószínűleg az i. e. 1. században telepedtek meg ezen a területen a bulini és hilini illír törzsek, majd később a harcias dalmaták foglalták el ezt a vidéket. A görögök és illírek közötti kereskedelem számos bizonyítékát, főként görög cseréptöredékeket találtak Resnik kikötőjében. A Kaštelai mező nyugati részén Resnik előterében Claudius római császár megalapította Sicumot, és itt telepítette le a VII. és IX. legio veteránjait. A Római Birodalom bukása után 476-ban ez a terület a Bizánci Birodalom fennhatósága alá került. A 7. század elején a betörő avarok és szlávok elfoglalták Salona városát, a római lakosság hajókon a közeli nagyobb városokba menekült. Az elpusztított területen a század folyamán a horvátok ősei települtek le. Ők alapították meg a városrész területén a középkori Baba, Veliki i Mali Bijać településeket. Bijaći a 9. században horvát fejedelmi birtok volt, ahonnan Trpimir fejedelem 852. március 4-én oklevelet is keltezett, melyben először említi a horvátok nevét. Később ez a nap lett Kaštela város napja.

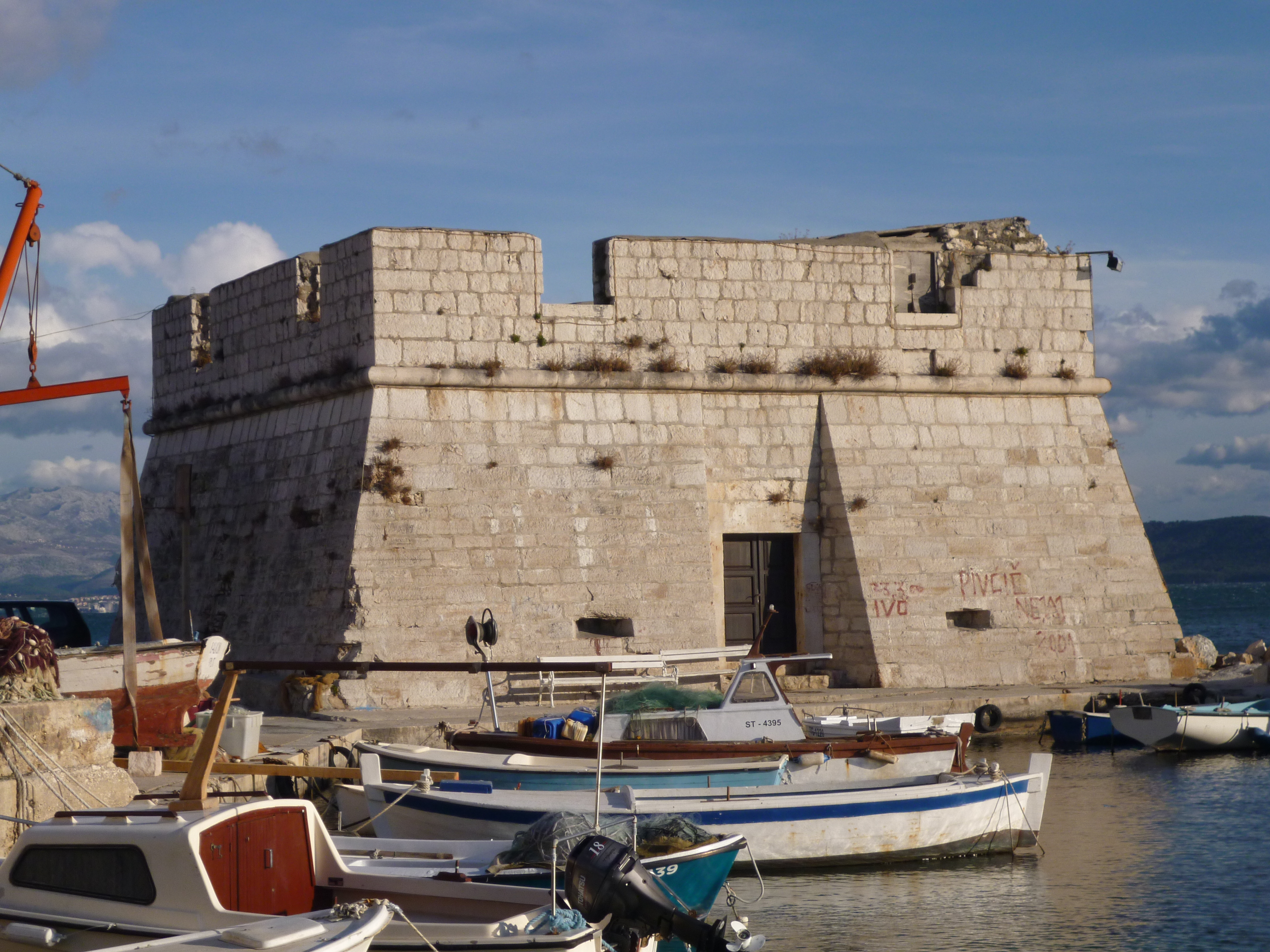
Kaštel Lodi

A török veszély közeledtére a trogiri és spliti nemesek jelentős védelmi építkezésbe kezdtek. Az első vár az innen északkeletre fekvő Stari Kaštel területén 1476-ban épült fel Koriolan Ćipiko trogiri nemes, gályaparancsnok költségén. Példáját számos helyi nemes követte. Így a mai Kaštel Štafilić területén négy jelentős vár is épült, Dragač, Quarko, Lodi és Štafileo várai. Dragač várát Girolamo Maripietro trogiri gróf 1543-ban kiadott engedélye alapján. Első említése 1571-ben történt. Giovanni Quarco trogiri nemes 1558-ban határozta el, hogy bilei birtokán új várat építtet. 1588-ban említik először a lakosság összeírása alkalmával. Lodi várát 1548-ban építtette Lodovico és Giovanni Lodi, egy trogiri testvérpár Garzonia trogiri gróf engedélyével. Kaštel Štafileo építtetője a krétai származású trogiri nemes Stefano Staphileo volt. 1508-ban építtette a tengerben kiálló sziklazátonyra a várat a Koriolan Ćipiko által épített első itteni vár mintájára. A körülötte telepített falut bijaći menekültek lakták, védőfal és árok kerítette. 1693-ban Giovanni Ferro a falu védőfalának északnyugati tornya helyére saját tornyot építtetett, melyet Kaštel Ferronak neveznek. A török veszély megszűnése, Solina, Klissza és a Zagora visszafoglalása után a várak körüli településeket védő falakat lebontották, a lakosság száma pedig megnövekedett.
1797-ben a Velencei Köztársaság megszűnésével a település a Habsburg Birodalom része lett. 1806-ban Napóleon csapatai foglalták el és 1813-ig francia uralom alatt állt. A francia uralom idejére esik a Trogirt Kaštelán keresztül Split városával összekötő főút építése. Napóleon bukása után ismét Habsburg uralom következett, mely az első világháború végéig tartott. A város első iskoláját 1819-ben nyitották meg. A 19. század második felében megépült a vasútvonal és a kikötő. A városnak 1857-ben 644, 1910-ben 890 lakosa volt. Az I. világháború után rövid ideig az Olasz Királyság, ezután a Szerb-Horvát-Szlovén Királyság, majd Jugoszlávia része lett. A második világháború idején olasz csapatok szállták meg. A háború után a szocialista Jugoszlávia része lett. Fejlődött az ipar és a mezőgazdaság, mely sok betelepülőt vonzott. 1986-ban megalakult Kaštela község, majd a független horvát állam létrejötte után Kaštela városi rangot kapott. Lakossága 2011-ben 3042 fő volt.

## Lakosság

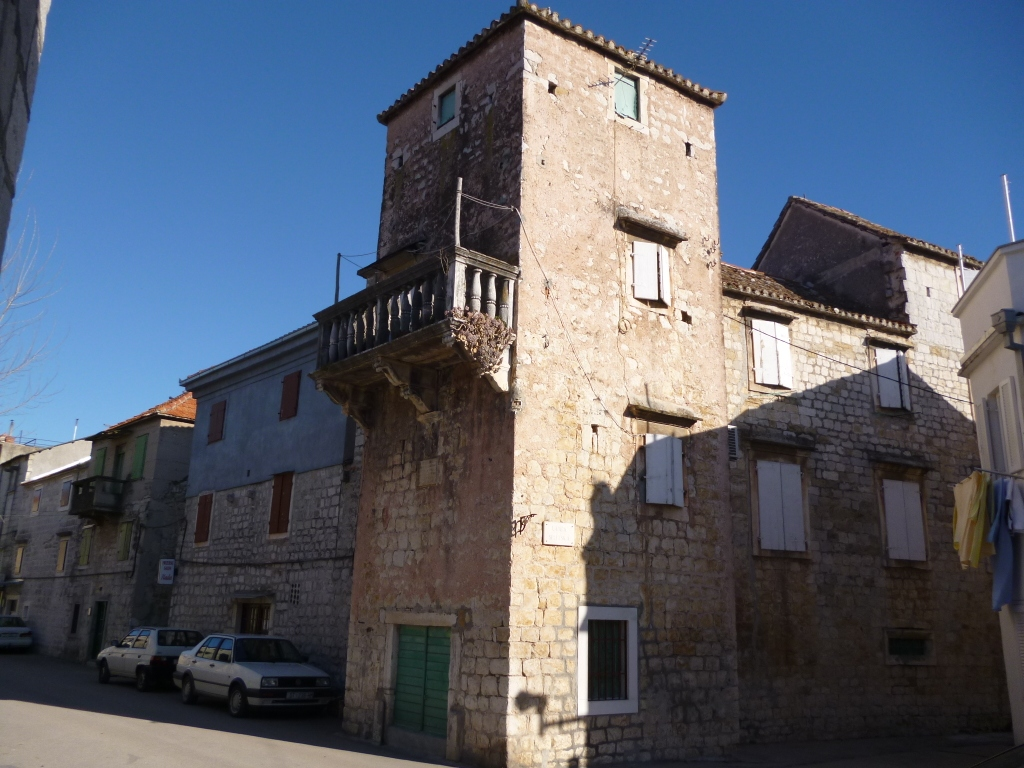
Kaštel Ferro

| Lakosság változása | Lakosság változása | Lakosság változása | Lakosság változása | Lakosság változása | Lakosság változása | Lakosság változása | Lakosság változása | Lakosság változása | Lakosság változása | Lakosság változása | Lakosság változása | Lakosság változása | Lakosság változása | Lakosság változása | Lakosság változása |
| ------------------ | ------------------ | ------------------ | ------------------ | ------------------ | ------------------ | ------------------ | ------------------ | ------------------ | ------------------ | ------------------ | ------------------ | ------------------ | ------------------ | ------------------ | ------------------ |
| 1857               | 1869               | 1880               | 1890               | 1900               | 1910               | 1921               | 1931               | 1948               | 1953               | 1961               | 1971               | 1981               | 1991               | 2001               | 2011               |
| 644                | 655                | 657                | 717                | 820                | 890                | 1.014              | 934                | 985                | 1.129              | 1.269              | 1.398              | 1.625              | 2.014              | 2.650              | 3.042              |

## Nevezetességei
- Kaštel Dragač, azaz Dragač vára Dragatij váraként is ismert. A kaštelai terület legnyugatibb vára volt. Első említése 1571-ben történt. A várat 1806-ban a lukšićiak vásárolták meg, hogy anyagából templomot építsenek. A vár bejárata felett állt tábla a templom falába van befalazva, eszerint a várat 1546-ban építette Matija Dragač a haza védelmére. Ma csak alapfalai láthatók a štafilići tengerparton.
- Kaštel Quarko, azaz Quarko vára a Bile nevű részen a tengerparton állt. Ma csak négyszög alaprajzú alapfalai láthatók a parton. Keleti fala egy sziklazátonyon látható, a többi alapfal a tengerben van. Paolo Andreis trogiri történész szerint tágas udvara volt, bejáratát pedig egykor kaputorony védte.
- Kaštel Lodi, azaz Lodi vára[4] a tengerben egy sziklazátonyon áll. A várat nem fejezték be, mert az építtetők még az építés ideje alatt meghaltak. Giovanni Lodi fia nem folytatta az építést, mivel csak egy Catarina nevű lánya volt. Mivel Catarinának nem volt utóda a birtok hét részre hullott. A 17. század végén a várat spliti Papalić család szerezte meg. Körülötte klisszai uszkókokat telepítettek le, akik zenggi váruk után Nehajnak nevezték. A négyszög alaprajzú, pártázatos falú vár ma is sértetlenül áll.[5]
- Kaštel Štafileo, azaz Štafileo vára Rotondo néven is ismert.[6] Bejáratát kaputorony és felvonóhíd őrizte. A körülötte telepített falut bijaći menekültek lakták, védőfal és árok kerítette. Az építtető 1519-es halála után fiai örökölték, akik közül Giacoponak négy lánya volt, akik által az Andreis, Kažotić, Ferro és Zavoreo családoké lett.
- 1693-ban Giovanni Ferro a falu védőfalának északnyugati tornya helyére saját várat építtetett, mely ma is áll.[7]

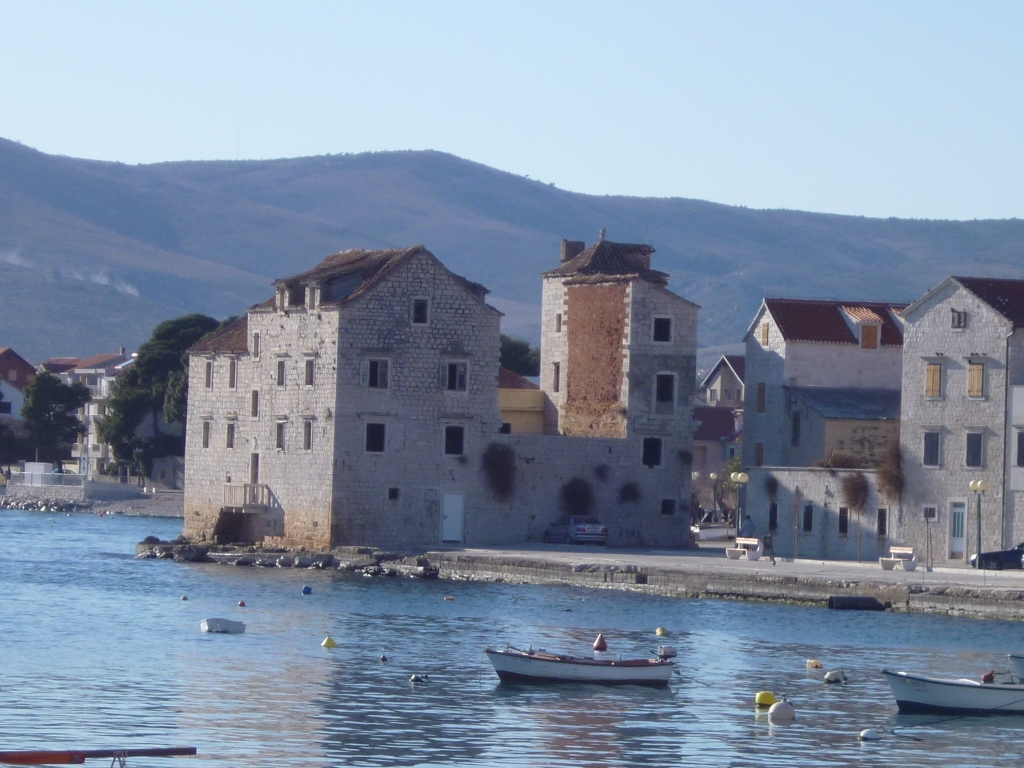
Kaštel Štafileo

- A Kaštela-öböl partján található Resnik régészeti lelőhely, melynek közelmúltbeli régészeti kutatásai megerősítették az idősebb Plinius által említett ősi Sicvli település létezését. Az ősi település falai szárazkő technikával épültek, mégis 30–70 cm magasságban fennmaradtak, míg a későbbi időszak falaiból csak az alapok őrződtek meg. Megtalálták az ókori település északi sáncait is, valamint egy késő ókori település nyomait a nekropoliszával együtt. A hellén korból származó kikötő maradványai is fennmaradtak a megári kerámia számos töredékével, a tenger fenekén pedig egy késő ókori kikötő maradványai rejtőznek. Őskori tárgyakat fedeztek fel a resniki üdülőtelep strandjától nyugatra található területen is.[8]
- A Kaštel Štafilićtől északra fekvő Knežin területén, közvetlenül Javorski put mellett egy ókori római villa maradványai láthatók. A látható épületmaradványokból kiemelkednek a szabályosan faragott kőből épített ciszterna maradványai. A ciszterna közvetlen közelében más ősi falak maradványai láthatók. A járófelület gazdag római kerámiák töredékeiben.[9]

## Fordítás
- Ez a szócikk részben vagy egészben  a   Kaštel Štafilić című horvát Wikipédia-szócikk ezen változatának fordításán alapul.  Az eredeti cikk szerkesztőit annak laptörténete sorolja fel. Ez a jelzés csupán a megfogalmazás eredetét és a szerzői jogokat jelzi, nem szolgál a cikkben szereplő információk forrásmegjelöléseként.
- Ez a szócikk részben vagy egészben  a   Kaštel Dragač című horvát Wikipédia-szócikk ezen változatának fordításán alapul.  Az eredeti cikk szerkesztőit annak laptörténete sorolja fel. Ez a jelzés csupán a megfogalmazás eredetét és a szerzői jogokat jelzi, nem szolgál a cikkben szereplő információk forrásmegjelöléseként.
- Ez a szócikk részben vagy egészben  a   Kaštel Quarko című horvát Wikipédia-szócikk ezen változatának fordításán alapul.  Az eredeti cikk szerkesztőit annak laptörténete sorolja fel. Ez a jelzés csupán a megfogalmazás eredetét és a szerzői jogokat jelzi, nem szolgál a cikkben szereplő információk forrásmegjelöléseként.
- Ez a szócikk részben vagy egészben  a   Kula Nehaj című horvát Wikipédia-szócikk ezen változatának fordításán alapul.  Az eredeti cikk szerkesztőit annak laptörténete sorolja fel. Ez a jelzés csupán a megfogalmazás eredetét és a szerzői jogokat jelzi, nem szolgál a cikkben szereplő információk forrásmegjelöléseként.
- Ez a szócikk részben vagy egészben  a   Kaštel Štafileo című horvát Wikipédia-szócikk ezen változatának fordításán alapul.  Az eredeti cikk szerkesztőit annak laptörténete sorolja fel. Ez a jelzés csupán a megfogalmazás eredetét és a szerzői jogokat jelzi, nem szolgál a cikkben szereplő információk forrásmegjelöléseként.